# Jules Audy
Jules Audy (Montreal, 2 september 1912 – 22 september 1989) was een Canadees wielrenner die vooral als baanwielrenner actief is geweest.

## Biografie
Audy was professioneel wielrenner van 1931 tot 1949. 
Hij was een typisch voorbeeld van een professionele  zesdaagsenwielrenner. Hij nam in totaal aan 102 zesdaagsen deel en heeft 14 overwinningen op zijn naam staan. 
Van de 14 overwinningen behaalde hij er 9 samen met zijn landgenoot William Peden.
Opvallend is dat hij al die zesdaagsen in de Verenigde Staten en Canada heeft gereden en dat hij dus geen enkele keer de oversteek naar Europa heeft gemaakt om daar aan zesdaagsen deel te nemen. 

## Zesdaagsenoverwinningen
| Nr. | Jaar   | Zesdaagse van | Samen met                     |
| --- | ------ | ------------- | ----------------------------- |
| 1   | 1931   | Minneapolis   | William Peden                 |
| 2   | 1932-1 | Montreal      | William Peden                 |
| 3   | 1932   | Minneapolis   | William Peden                 |
| 4   | 1932-2 | Chicago       | William Peden                 |
| 5   | 1933-2 | Cleveland     | Piet van Kempen               |
| 6   | 1934-1 | Pittsburgh    | William Peden                 |
| 7   | 1934-1 | Montreal      | William Peden                 |
| 8   | 1934-1 | Toronto       | William Peden                 |
| 9   | 1934-2 | Milwaukee     | William Peden en Henri Lepage |
| 10  | 1935   | Oakland       | Reggie Fielding               |
| 11  | 1937   | Louisville    | William Peden                 |
| 12  | 1937   | Pittsburgh    | Heinz Vopel                   |
| 13  | 1937   | Philadelphia  | Henri Lepage                  |
| 14  | 1942   | Milwaukee     | Cecil Yates                   |

| Aantal | Samen met                                                       |
| ------ | --------------------------------------------------------------- |
| 9      | - William Peden                                                 |
| 2      | - Henri Lepage                                                  |
| 1      | - Piet van Kempen - Reggie Fielding - Heinz Vopel - Cecil Yates |